# Place-des-Arts (métro de Montréal)
Pour les articles homonymes, voir Place des Arts (homonymie).
Place-des-Arts est une station de la ligne verte du Métro de Montréal. Elle est située dans l'Arrondissement Ville-Marie à Montréal, province de Québec au Canada.

## Situation sur le réseau

Plan du métro (2021).

Établie en souterrain, Place-des-Arts est une station de passage de la ligne verte du métro de Montréal. Elle est située entre la station McGill, en direction du terminus sud Angrignon, et la station Saint-Laurent, en direction du terminus nord Honoré-Beaugrand.
Elle dispose des deux voies de la ligne, encadrées par deux quais latéraux.

## Histoire
Elle est nommée en référence au complexe culturel Place des Arts qui compte cinq salles dont la salle Wilfrid-Pelletier le Théâtre Maisonneuve.
La station s'est brièvement appelée Station de la Place-des-Arts entre mai et novembre 2014, avant que la Société de transport de Montréal ne revienne sur sa décision,.
En mars 2019, un nouveau projet immobilier par un promoteur privé prévoyait l'intégration de l'édicule De Bleury Nord au sein du nouveau bâtiment, ce qui nécessitait la fermeture de l'édicule. La STM a effectué des travaux de modernisation et d'accessibilité avec l'ajout de trois ascenseurs, dont un à cet accès de la station. L'édicule est rouvert depuis le 16 juin 2022 et les trois ascenseurs intégrés à la station sont mis en service le 21 juillet 2022. Les travaux du promoteur pour la construction d'un édifice au-dessus de l'édicule se poursuivent jusqu'en août 2023.

## Services aux voyageurs

### Accès et accueil
- Édicule A: Université du Québec à Montréal, 150, avenue du Président-Kennedy. Cet édicule comporte deux sorties qui mènent vers la Rue du Président-Kennedy. Une sortie secondaire connecte un pavillon de l'UQAM.
- Édicule B: 1555, rue Jeanne-Mance. Cet édicule comportent deux sorties. Une vers la Rue Jeanne-Mance et l'autre vers la Place-des-Arts.
- Édicule C: 1990, rue de Bleury. Cet édicule comporte une seule sortie vers la Rue de Bleury.

- Édicule D: 2020, rue de Bleury. Cet édicule comporte deux sorties vers la Rue de Bleury.

Cette station est connectée au RÉSO, la ville souterraine de Montréal, par un tunnel qui connecte le Complexe Desjardins. Elle relie 6 stations. 2 sur la ligne verte et 4 sur la ligne orange.

### Desserte
Place-des-Arts est desservie par les rames qui circulent sur la ligne verte du métro de Montréal.

Installation et desserte
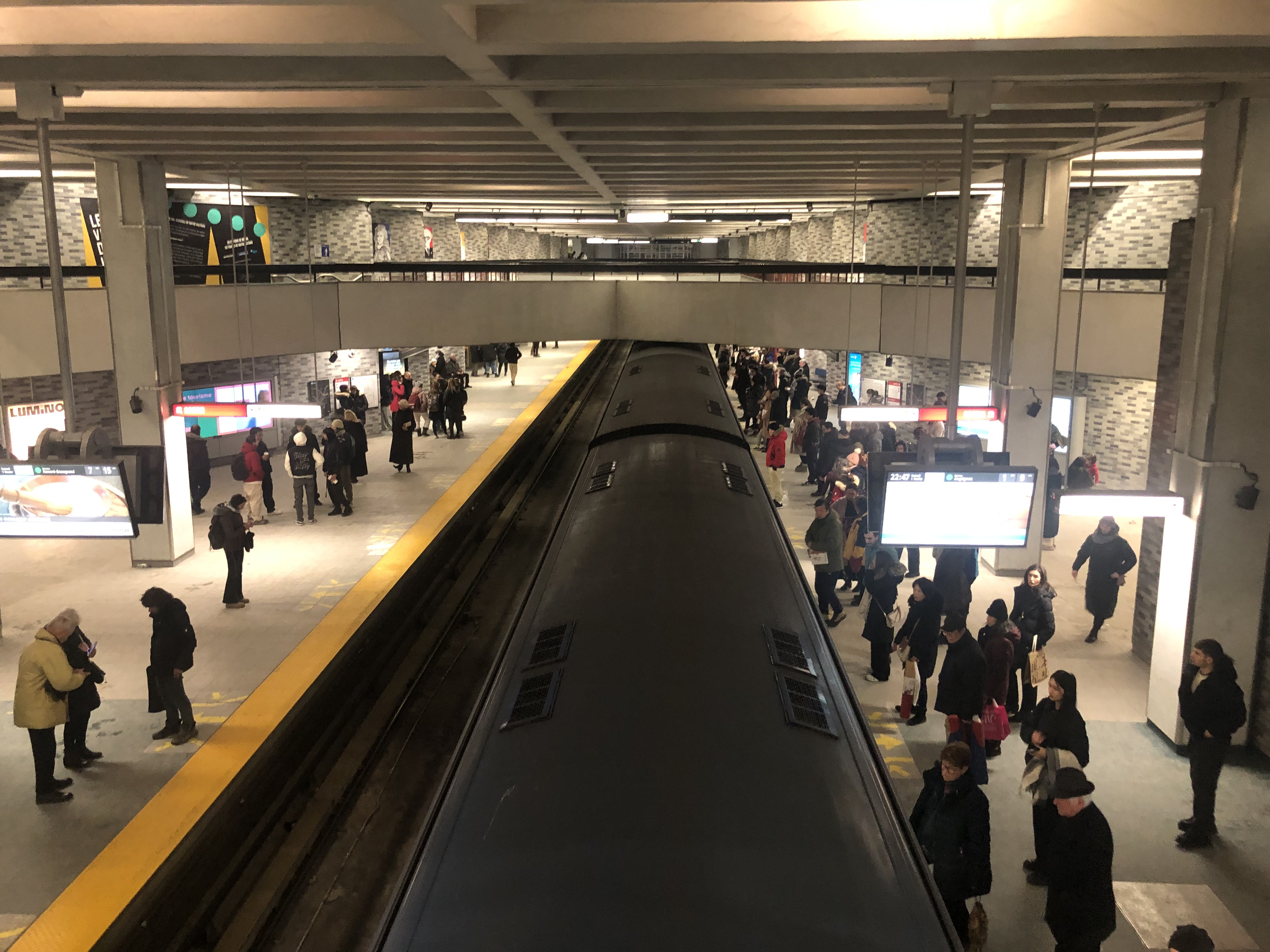

### Lignes de bus
Depuis le 26 août 2024, la ligne 15 Sainte-Catherine est abolie dans le cadre de la refonte du réseau de bus de la STM, au profit de la ligne 150 René-Lévesque dont la fréquence sera bonifiée. Ainsi, la ligne 35 Griffintown ne dessert plus la station Place-des-Arts. Le terminus est de la ligne 35 est déplacé à McGill, la station avoisinante.
| Numéros | Noms                  | Service          |
| ------- | --------------------- | ---------------- |
| 24      | Sherbrooke            | De Jour          |
| 55      | Saint-Laurent         | De Jour          |
| 80      | Avenue du Parc        | De Jour          |
| 125     | Ontario               | De Jour          |
| 129     | Côte-Sainte-Catherine | De Jour          |
| 358     | Sainte-Catherine      | De Nuit          |
| 363     | Saint-Laurent         | De Nuit          |
| 365     | Avenue Du Parc        | De Nuit          |
| 480     | Express Du Parc       | Heures de pointe |

## À proximité
- Accès au Montréal souterrain
- Complexe Desjardins
- Le Directeur de l'état civil
- Gouvernement du Canada
- Hôtel Hyatt Regency Montréal
- Hydro-Québec
- Musée d'art contemporain de Montréal
- Place des Arts
- Quartier des spectacles
- Régie de l'assurance maladie du Québec
- Supermarché Provigo 3421 Parc (coin Sherbrooke)
- Université du Québec à Montréal (UQAM)
  - Pavillon Président-Kennedy
  - Pavillon Chimie et biochimie
  - Pavillon Arts IV
  - Pavillon Sherbrooke
- Église du Gesù
- Église Saint John the Evangelist
- Cinéma Imperial